# Gelato al tè verde
Il gelato al tè verde Matcha (抹茶アイスクリーム?, Matcha aisu kurīmu) o matcha ghiacciato (抹茶アイス?, Matcha aisu) è una varietà di gelato tipica del Giappone e diffusa in diversi paesi dell'Asia orientale. Il gelato al tè verde viene venduto anche dentro alla monaka (cialda di riso). A partire dagli anni 1970, questo gusto si è diffuso anche in altri continenti, principalmente nei ristoranti giapponesi e nei negozi di alimentari.
Tale gusto, preparato con il tè verde Matcha (varietà usata nella tradizionale cerimonia del tè), è uno tra i gusti più preferiti dai giapponesi.

## Storia
L'origine di tale gusto non è nota, per quanto vi è certezza che in alcune cene di gala imperiali del periodo Meiji (1868-1912) sia stato offerto un dolce a base di gelato al tè verde con la forma del Fuji. Per quanto appaia verosimile che il gelato al tè verde fosse una ricetta tradizionale diffusa nelle case giapponesi, venne commercializzato a partire dagli anni 1980 (mentre prima i gusti più diffusi in Giappone erano vaniglia, fragola e cioccolato). Peraltro, il ghiaccio tritato aromatizzato al tè verde di Uji Kintoki (宇治金時?) era ben conosciuto e popolare in Giappone prima del gelato.
Negli anni 1980 l'azienda giapponese Meiji Dairies Corporation (明治乳業株式会社?, Meiji Nyūgyō Kabushiki-gaisha) mise in commercio per breve tempo un gelato al tè verde con il marchio Lady Borden. Tuttavia, la diffusione di questo gusto iniziò dopo la liberalizzazione delle importazioni nel 1990, quando nell'aprile 1995 l'azienda statunitense Maeda-en iniziò a vendere e reclamizzare in Giappone i propri gelati al tè verde con lo slogan «Pure Japanese style made from California» (puro stile giapponese proveniente dalla California).
Visto il grande successo, i produttori giapponesi si resero conto che il mercato giapponese era pronto per accettare altri gusti di gelato, oltre ai classici vaniglia, fragola e cioccolato: vennero pertanto messi in vendita diversi prodotti a base di gelato al tè verde.
Häagen-Dazs Giappone iniziò la produzione nel 1996, e tutt'oggi è uno dei gusti più popolari dell'azienda; altri produttori industriali sono Baskin-Robbins e Natuur.
Secondo le statistiche dell'Associazione del gelato giapponese, il gusto al tè verde si posiziona al terzo posto fra quelli preferiti dai consumatori locali.
Alcuni gelati al tè verde sono prodotti con coloranti alimentari artificiali, mentre altri contengono il colore naturale del tè verde: in tal caso, al fine di prevenire la perdita di colore del tè verde (catechina) per colpa della luce solare, i contenitori sono dotati di speciali pellicole con sfondo opaco o argentato.